# 福爾布魯克 (加利福尼亞州)
福爾布魯克（英語：Fallbrook）是位於美國加利福尼亞州聖地牙哥縣的一個人口普查指定地區。

## 地理
福爾布魯克的座標為33°22′18″N 117°14′10″W / 33.37167°N 117.23611°W，而該地最高點為海拔高度208米（即682英尺）。

## 人口
根據2010年美國人口普查的數據，福爾布魯克的面積為45.483平方千米，當中陸地面積為45.477平方千米，而水域面積為0.006平方千米。當地共有人口30534人，而人口密度為每平方千米671人。